# Ван (Тексас)
Ван (енгл. Van) град је у америчкој савезној држави Тексас. По попису становништва из 2010. у њему је живело 2.632 становника.

## Демографија
Према попису становништва из 2010. у граду је живело 2.632 становника, што је 270 (11,4%) становника више него 2000. године.
| Група             | 2000.         | 2010.         |
| Белци             | 2.152 (91,1%) | 2.281 (86,7%) |
| Афроамериканци    | 8 (0,3%)      | 40 (1,5%)     |
| Азијати           | 8 (0,3%)      | 12 (0,5%)     |
| Хиспаноамериканци | 168 (7,1%)    | 272 (10,3%)   |
| Укупно            | 2.362         | 2.632         |